# 林旼叡
林旼叡（1995年8月15日—）是臺灣新聞主播、新聞記者。曾任華視主頻、華視新聞資訊台《華視午間新聞》主播、氣象主播、《脆新聞》主持人。。曾任TVBS新聞台科技汽車財經線記者兼任主播。 。

## 生平經歷
大學就讀德明財經科技大學，畢業前在台新銀行擔任客服工讀生，而後至TVBS新聞台實習。畢業後服兵役，退伍後繼續到至TVBS新聞台擔任記者，2023年中轉至華視新聞資訊台擔任專任主播、氣象主播、《脆新聞》主持人。
擔任中華民國112年國慶大會主持人。
2024年起經營YouTube頻道「yy 生活誌」。

## 外部連結
- 林旼叡的Facebook專頁
- 林旼叡的Instagram帳戶
- YouTube上的yy 生活誌頻道